# Wielkopolska Wytwórnia Samolotów
Wielkopolska Wytwórnia Samolotów „Samolot“ S.A. (in etwa: Großpolnische Flugzeug-Fabrik „Flugzeug“ AG) war ein polnischer Flugzeughersteller, der von 1923 bis 1931 existierte.

## Geschichte
Das Unternehmen wurde am 11. August 1923 als Aktiengesellschaft in Poznań ins Leben gerufen. Die Firma erhielt vom polnischen Staat als Grundkapital einen 3000 m² großen Hangar mit angrenzendem Flugfeld, welcher im Ersten Weltkrieg von den Luftstreitkräften des Deutschen Kaiserreichs betrieben wurde. Zudem erhielt die WWS Kredite zum Einkauf amerikanischer und französischer Werkzeugmaschinen.
Die offizielle Einweihung des neuen Betriebes fand am 27. April 1924 statt. Bereits einige Wochen zuvor hatte er die erste Bestellung durch die polnische Armee erhalten, welche den Lizenzbau von 25 Hanriot HD.14 beauftragte. Das erste Flugzeug flog aber erst im Februar 1925. Die Gesamtproduktion umfasste 117 Doppeldecker dieses Typs.
Es folgten weitere Produktionen der französischen Muster Hanriot H.19 und Hanriot H.28 auf Lizenz.
Die erste Eigenkonstruktion Bartel BM-2 wurde im November 1926 durch den Ingenieur Ryszard Bartel entworfen. Die polnische Armee zeigte aber nur wenig Interesse und bestellte lediglich zwei Testexemplare. Der Betrieb geriet daraufhin in finanzielle Schwierigkeiten, welche die Intervention des Staates nötig machten. Ein Versuch, die tschechoslowakische Škoda-Aktiengesellschaft an WWS zu beteiligen, scheiterte.
WWS überlebte die Krise nur durch Reduktion des Personals um 27 % und Zusicherungen für Bestellungen seitens des polnischen Luftfahrtministeriums. Der Typ BM-2 wurde zur Bartel BM-3 weiterentwickelt, welche als Schulflugzeug ausgelegt war. Im November 1927 erging ein Auftrag über die Fertigung von fünf Maschinen. Letztere wurde schnell zugunsten der Weiterentwicklung Bartel BM-4 fallen gelassen. Eine Serie von 40 Exemplaren letztgenannten Typs wurde im Juni 1928 bestellt. Auch der parallel entwickelte Typ Bartel BM-5, ebenfalls ein Schul- und Verbindungsflugzeug, fand Interesse und es erging im Juni 1929 ein Auftrag über 23 Maschinen, der bald auf 40 erhöht wurde. Durch Einbau des neueren Motors Hispano-Suiza 180KM entstand die Variante Bartel BM-6, von welcher im November 1928 3 Exemplare bestellt wurden.
Am 12. September 1929 erlebte die Firma WWS einen weiteren Rückschlag, als ein Brand einen nicht unbeträchtlichen Teil der Produktionskapazitäten und auch schon fast fertiggestellte Flugzeuge zerstörte. Die damit einhergehenden finanziellen Verluste führten letztendlich zum Konkurs, welcher im November desselben Jahres angemeldet wurde. Die Produktion wurde am 1. Februar 1931 eingestellt. Ein Teil der Belegschaft fand neue Arbeit bei PWS, das Konstruktionsbüro hingegen wurde in die Entwicklungsabteilung von PZL integriert.

## Produzierte Typen

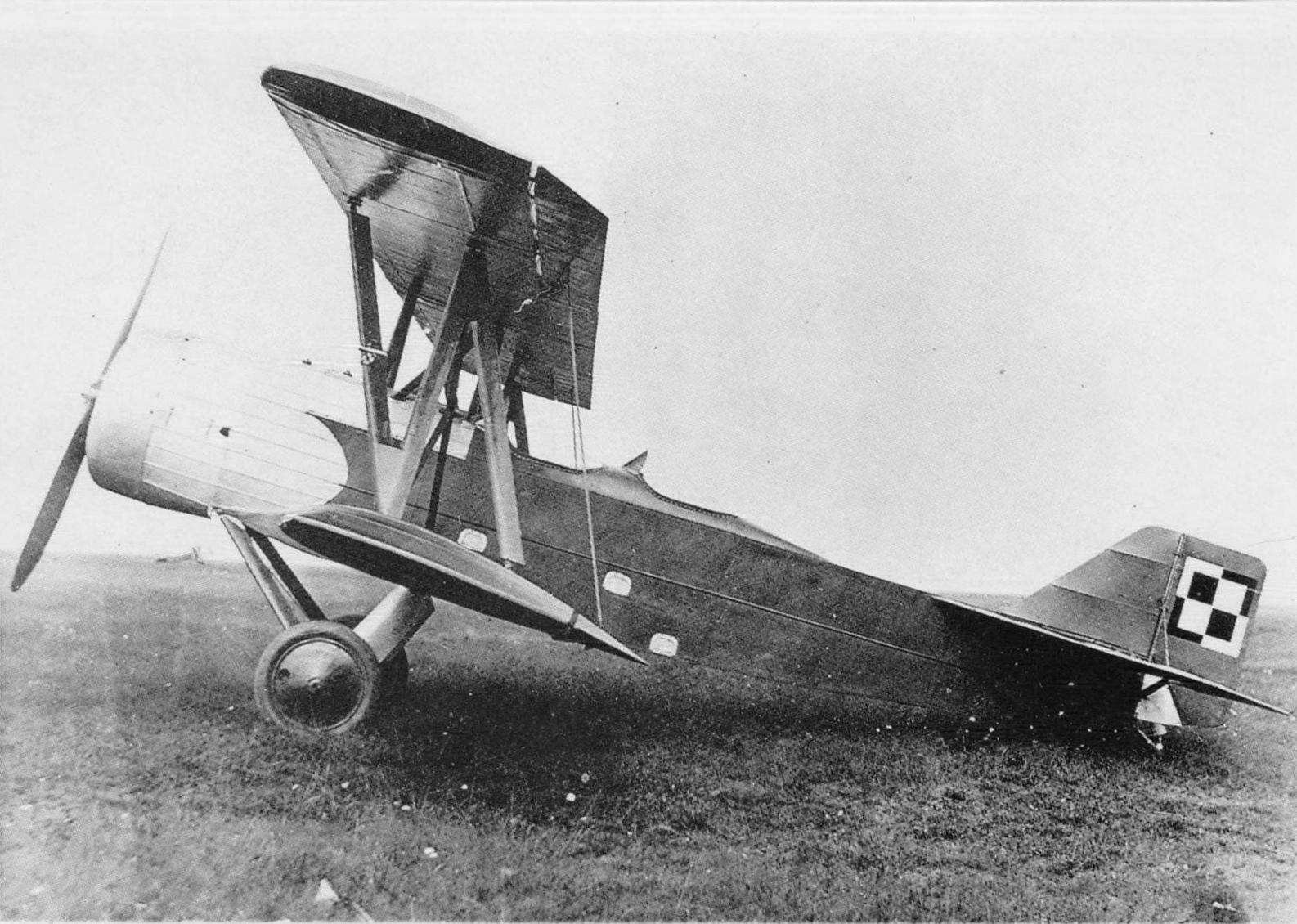
Bartel BM-4

- Hanriot HD.14
- Hanriot H.19
- Hanriot H.28
- Bartel BM-2
- Bartel BM-3
- Bartel BM-4
- Bartel BM-5
- Bartel BM-6